# Stalkya muscicola
Stalkya muscicola là một loài thực vật có hoa trong họ Lan. Loài này được (Garay & Dunst.) Garay miêu tả khoa học đầu tiên năm 1980.